# Васильев, Владимир Сергеевич (журналист)
Владимир Сергеевич Васильев — советский хозяйственный и политический деятель.

## Биография
Родился в 1914 году в Саратове. Член КПСС.
Окончил школу ФЗУ.
В 1931—1945 гг. — наладчик револьверных станков Саратовского комбайнового завода, нормировщик, мастер, старшим мастер Саратовского авиационного завода.
В 1945—1954 гг. — собственный корреспондент в Марксовском районе Саратовской области, заведующий отделом обзора печати, в 1954—1964 гг. — главный редактор саратовской областной газеты «Коммунист».
В 1964—1975 гг. — начальник управления печати, издательства и книжной торговли Саратовского облисполкома.
Умер в 2006 году в Саратове.

## Награды
- Орден Трудового Красного Знамени (трижды)
- Орден Знак Почёта